# ميشيل بون
ميشيل بون (بالفرنسية: Michel Bon)‏ (5 يوليو 1943) هو رجل أعمال وسياسي فرنسي. أخد دبلوم من إسيك، معهد الدراسات السياسية، المدرسة الوطنية للإدارة وجامعة ستانفورد.
في 1981، تم اختيار بون من الأوائل القادة الصغار أساس فرنسا وأمريكا.
عمل في بنك كريدي ناسيونال (Fr) كريدي أجريكول وهو الرئيس التنفيذي ورئيس مجلس إدارة كارفور. في الفترة ما بين 1995 و2002 كان رئيس مجلس إدارة فرانس تيليكوم.
حاليا هو رئيس معهد باستير، وهو أيضا مدير لافارج وإير ليكيد.

## روابط خارجية
- ميشيل بون على موقع مونزينجر (الألمانية)